# مارک دنیس
مارِک دنیس (لهستانی: Marek Denys؛ ‏۴ سپتامبر ۱۹۵۲–۱ ژوئیه ۲۰۰۱) تدوین‌گر اهل لهستان بود.
او برنده جایزه بهترین تدوین در جشنواره فیلم گدنیا و همچنین برندهٔ جایزهٔ عقاب فیلم لهستان «بهترین تدوین» شد. او دو مرتبه نیز نامزد دریافت جایزهٔ فیلم لهستان شد.

## گزیدهٔ فیلم‌شناسی
- مکمل (۲۰۰۱)
- زندگی به مثابه بیماری آمیزشی مرگبار (۲۰۰۰)
- گنج‌های پنهان (۲۰۰۰)
- برادر الهی ما (۱۹۹۷)
- خط تأخیر (۱۹۹۷)
- نغمهٔ روح (۱۹۹۷)
- واپسین حلقه (۱۹۹۷)
- ایمان سست (۱۹۹۶)
- جذابیت فریبنده (۱۹۹۶)
- قوانین نانوشته (۱۹۹۶)
- یک امر زنانه (۱۹۹۶)
- به تاخت (۱۹۹۶)
- ارتباط خاموش (۱۹۹۲)
- زندگی برای زندگی: ماکسیمیلیان کلبه (۱۹۹۱)
- هر کجا که باشی (۱۹۸۹)
- وضعیت تملک (۱۹۸۹)
- سالی از خورشید خاموش (۱۹۸۴)